# San Pelino (Avezzano)
San Pelino è una frazione di circa 2 000 abitanti del comune di Avezzano (AQ), in Abruzzo.

## Geografia fisica
San Pelino è situato sul confine settentrionale della piana del Fucino alle pendici del monte Cervaro, incluso nel gruppo montuoso dei Tre Monti (1398 m s.l.m.) Il suo territorio è diviso in due zone, San Pelino Vecchio, zona del borgo originario situata a nord del solco tracciato dall'autostrada A25 e l'area del nuovo abitato che, situata più in basso, è attraversata dalla strada statale 5 Via Tiburtina Valeria.
Prima del terremoto del 1915 il paese si trovava più in alto a circa 850 m s.l.m. Dopo il disastroso sisma il genio civile, unitamente ai geologi dell'Istituto nazionale di geofisica e vulcanologia, decise di ricostruire il borgo delocalizzando le nuove abitazioni più in basso a quota 707 metri di altitudine a circa 2,8 chilometri dal capoluogo comunale.

## Origini del nome
Il nome del paese marsicano, secondo il vescovo e storico Pietro Antonio Corsignani, deriverebbe dall'omonimo vescovo di Brindisi, san Pelino, che passando da Roma fece sosta in questo luogo prima di essere catturato dai bizantini e martirizzato a Corfinio.

## Storia

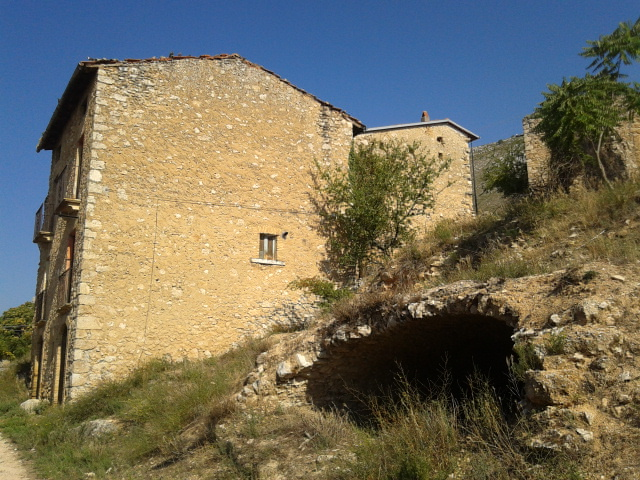
Scorcio di San Pelino Vecchio

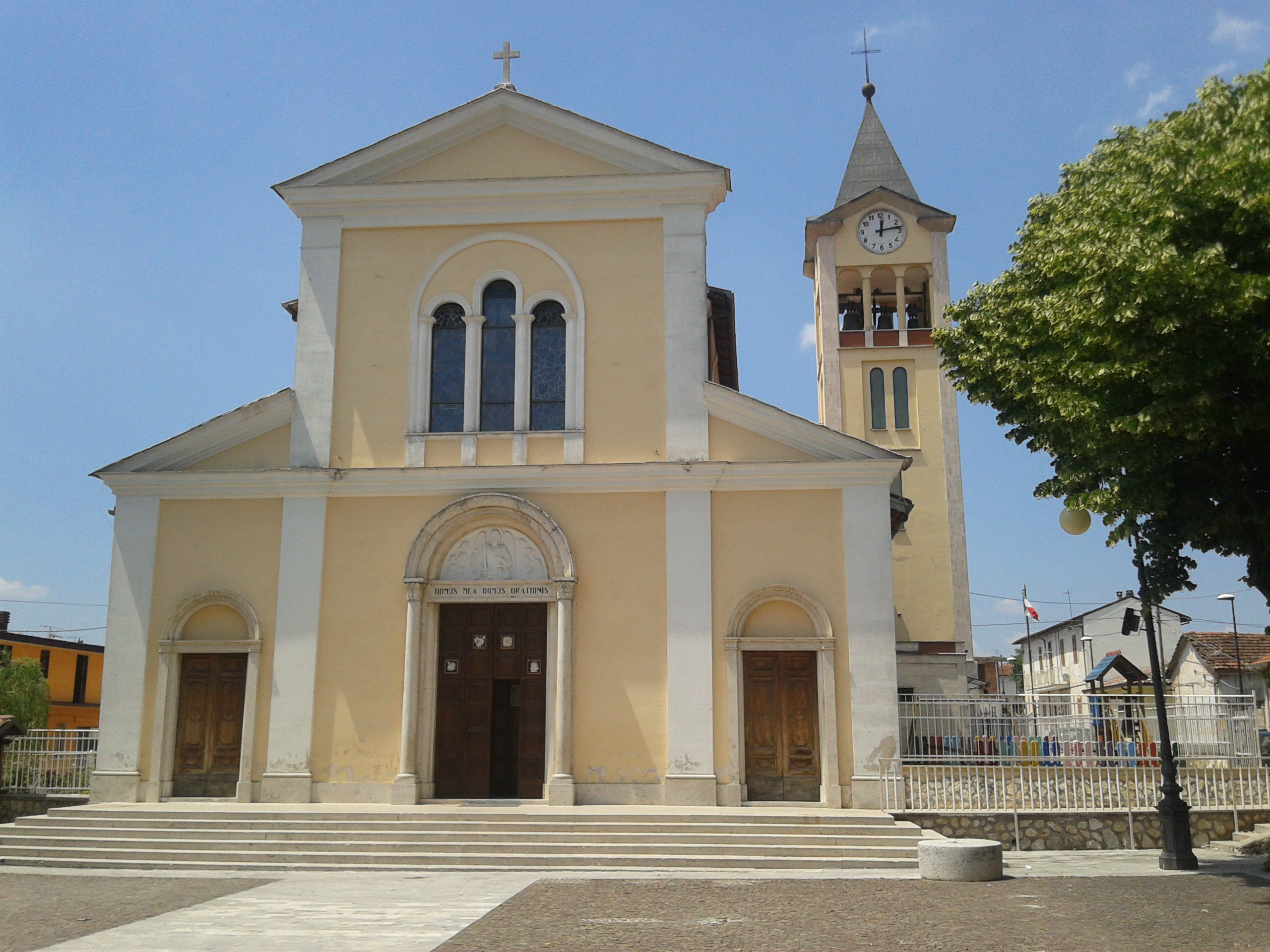
Chiesa di San Michele Arcangelo

Le tracce dei primi insediamenti umani risalenti al IV secolo a.C. sono state riscontrate nel bordo settentrionale del lago Fucino tra San Pelino, Paterno, Celano, Forme e Santa Jona. In epoca italica l'area inclusa nell'ager di Alba Fucens segnò il confine dei Marsi con i popoli equicoli. San Pelino venne considerata da alcuni storici, tra cui Muzio Febonio, come la capitale del territorio dei Marsi "anxantini".
Un sistema costituito da nuclei fortificati come gli oppida e da centri abitati come i vici caratterizzavano il versante fucense del monte Cervaro e più in generale del gruppo montuoso dei Tre Monti. La fortificazione di San Pelino, forse denominata Cucullum a cominciare dall'epoca imperiale, si trovava a quota 964 m s.l.m. tra la Rocca e Colle Lanciano mentre a ridosso della località Fonte Vecchia si trovava il nucleo rurale.
Al periodo romano risale una villa attribuita a Lucio Vitellio il Vecchio, console e censore nel I secolo. Da tracciamenti filogenetici, si è arrivati a determinare che proprio in questa villa sarebbero approdate, sulla penisola italiana, la coltivazione del pistacchio e del fico. La presenza del lago rendeva il clima mite, consentendo l'abbondante presenza di frutteti e vigne. I resti della villa potrebbero essere identificati in località Panciano, a nord-est del contemporaneo abitato di San Pelino.
La chiesa scomparsa di San Lorenzo in Cuna, citata nella bolla papale di Papa Pasquale II del 1115, fece parte dei possedimenti benedettini riconducibili all'abbazia di Montecassino. Successivamente gli edifici religiosi di San Pelino e di alcuni centri limitrofi risultarono dipendenti dalla collegiata di Albe.
Il paese nel 1268 fu al centro delle vicende legate alla battaglia di Tagliacozzo combattuta nei piani Palentini tra l'esercito ghibellino di Corradino di Svevia e quello guelfo di Carlo I d'Angiò.
San Pelino seguì le vicende medievali della contea di Albe a cui rimase assoggettato fino all'eversione feudale del XIX secolo.
In epoca contemporanea il paese originario, prossimo alla via consiliare Tiburtina Valeria, fu quasi completamente distrutto dal terremoto della Marsica del 1915 che causò circa 600 vittime. Il nuovo centro urbano venne ricostruito più in basso nei pressi della moderna strada statale 5 Via Tiburtina Valeria.
Nel 1939 San Pelino si staccò amministrativamente dal comune di Massa d'Albe per essere incluso in quello di Avezzano.

## Monumenti e luoghi d'interesse

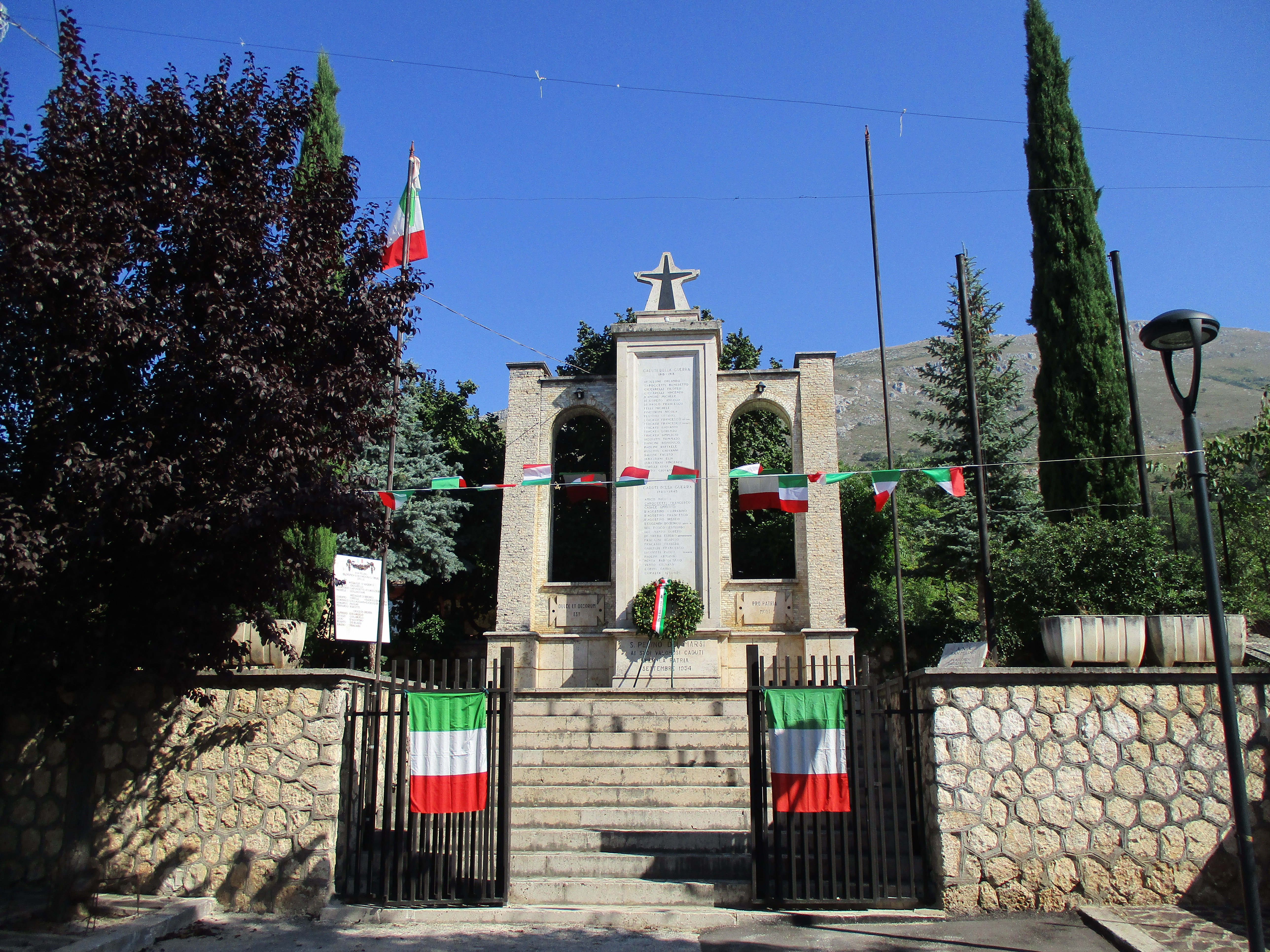
Monumento ai caduti

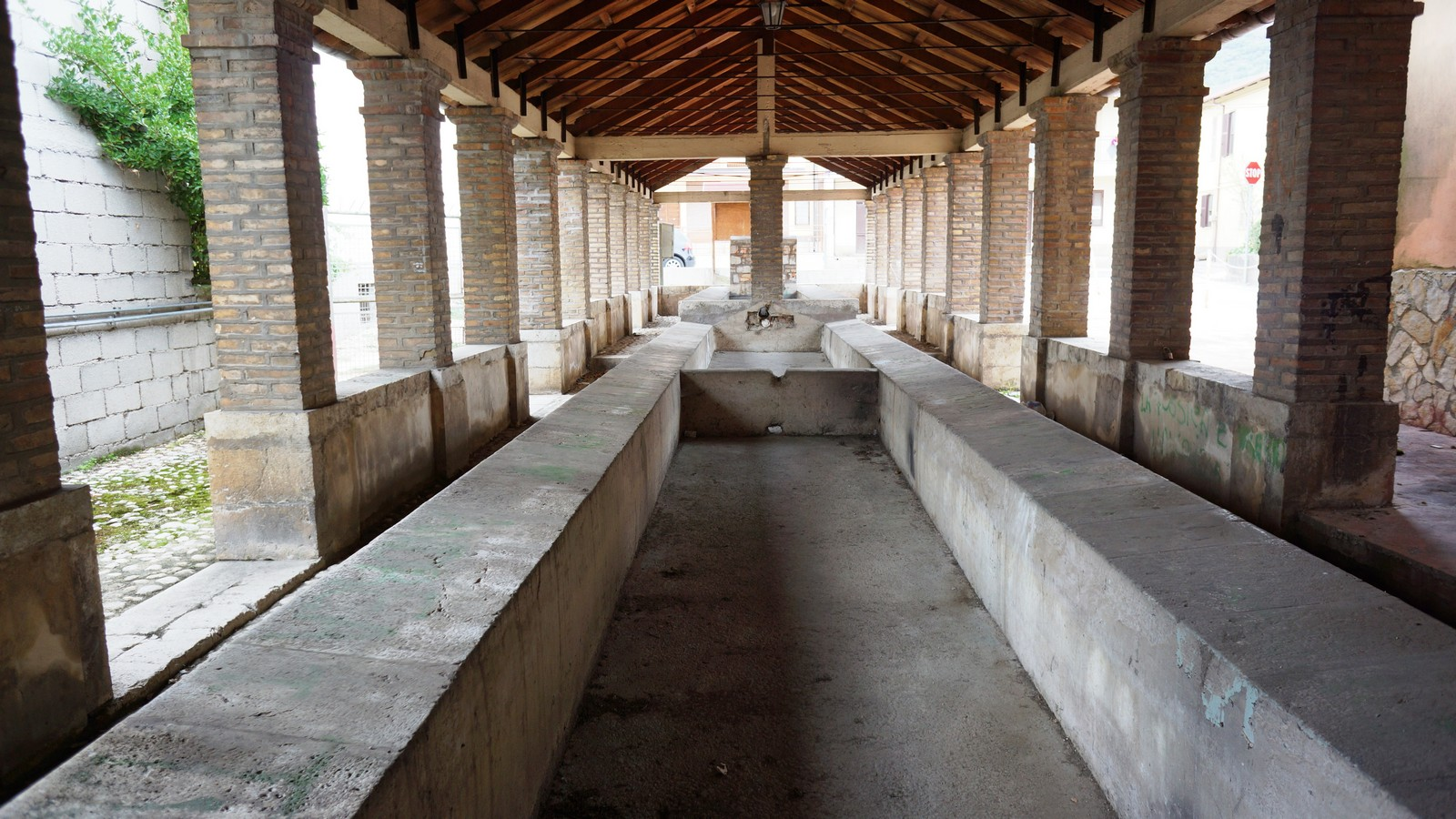
Il lavatoio pubblico

### Architetture religiose
- Chiesa di San Michele Arcangelo, dedicata ad uno dei due patroni è ubicata nel centro del paese;
- Chiesa della Madonna del Rosario, completamente crollata a causa del sisma del 1915 e ricostruita a San Pelino Vecchio. Sono visibili i resti del campanile originario[14].

### Monumenti
Sulla strada principale del paese è presente un monumento dedicato ai cittadini sampelinesi caduti nelle due Guerre Mondiali. Nei pressi della strada statale 5 Via Tiburtina Valeria si trova l'antico lavatoio pubblico.

### Siti archeologici
Resti di ocres ed oppidum tra le località di Rocca di San Pelino, Colle Lanciano nei pressi della fonte de La Cuna e sul gruppo montuoso dei Tre Monti in direzione di Paterno. In località Panciano sono emersi i resti della villa attribuita a Lucio Vitellio il Vecchio, mentre a Fonte Vecchia le tracce dell'area termale di una villa coeva del periodo sillano.

### Aree naturali
- Gruppo montuoso dei Tre Monti (monti Uomo, Cervaro e Sinarica)[17].

## Società

### Lingue e dialetti
Il continuum dei dialetti italiani mediani nel territorio della Marsica attraversa l'area palentino-carseolana, l'area di Tagliacozzo e del suo circondario (Castellafiume, Scurcola Marsicana, Massa d'Albe), giungendo fino alla periferia di Avezzano includendo San Pelino e le frazioni di Antrosano e Cese dei Marsi.

### Tradizioni e folclore
Le feste patronali si svolgono il 12 agosto e il 13 agosto, giorni in cui vengono celebrati rispettivamente san Vincenzo Ferreri e san Michele Arcangelo.

## Cultura

### Cinema
Alcuni scorci del borgo sono stati scelti tra le location del film Storie sospese diretto nel 2015 dal regista abruzzese Stefano Chiantini.

## Infrastrutture e trasporti

### Strade
Il paese è attraversato dalla strada statale 5 Via Tiburtina Valeria.

### Ferrovie
La stazione di Paterno-San Pelino è una fermata ferroviaria posta sulla linea ferroviaria Roma-Pescara a servizio delle due omonime frazioni del comune di Avezzano.

## Sport

### Calcio
Le società calcistiche che hanno rappresentato il paese nei tornei dilettantistici abruzzesi sono state la S.S.D. S. Pelino e la A.S.D. Sanpelinese.